# بشير أحمد صلاد
الشيخ بشير أحمد صلاد داعية صومالي، رئيس هيئة علماء الصومال ورئيس مجلس شورى جماعة الاعتصام بالكتاب والسنة، أحد أبرز الدعاة السلفيين في الصومال.

## النشأة والتحصيل العلمي
ولد في مدينة جالكعيو بوسط الصومال عام 1957، حصل على البكالوريوس من الجامعة الوطنية الصومالية، حصل على الماجستير في التاريخ الإسلامي من معهد البحوث والدراسات العربية في بغداد سنة 1987، كما حصل على الماجستير في العلوم الشرعية من (وفاق المدارس العربية) فيصل آباد– باكستان، ثم عمل أستاذا في جامعة أبي بكر الإسلامية بكراتشي، وتولى منصب كلية الحديث والدراسات الإسلامية، انتقل بعدها إلى ماليزيا ودرّس في المعهد العالي للدراسات الإسلامية في ولاية برليس

## نشاطه الدعوي
بدأ الشيخ نشاطه الدعوي في سبعينيات القرن الماضي، حيث عمل مدرّساً في مختلف المراحل الدراسية في الصومال، وشارك في الجهود الدعوية لشباب الصحوة الإسلامية إبان الحكم الشيوعي الذي قاده المجلس الثوري الأعلى برئاسة محمد سياد بري.

## جماعة الاعتصام
بعد عودته إلى الصومال عام 2008 اختير أميرا لجماعة الاعتصام بالكتاب والسنة، التي تعتبر كبرى الجماعات الإسلامية في الصومال، وواجهت الجماعة في عهده تحديات كبيرة تمثلت في محاولة الحفاظ على منهجها الوسطي في مواجهة التطرف الذي تمثله حركة الشباب.

## هيئة علماء الصومال
بدأت الهيئة التي اختير الشيخ بشير صلاد رئيسا لها في عام 2008 تحت مسمى "لجنة المصالحة وتصحيح الأخطاء" في مسعىً لحلحلة الخلافات بين قيادت تحالف إعادة تحرير الصومال، إلا أن الإعلان الرسمي عن الهيئة كان في فبراير 2010، وتنشط الهيئة التي يتزعمها الشيخ بشير صلاد في السعي لتحقيق المصالحة في الصومال، ونزع فتيل الحرب وجمع الفرقاء وحلحلة الأزمات بالإضافة لدورها الرئيسي المتمثل في نشر الدعوة الإسلامية.

## محاولة اغتيال
تعرض الشيخ بشير أحمد صلاد لمحاولات اغتيال كان أبرزها محاولة اغتياله في 9 أبريل 2009 وتفجير سيارته في 8 أبريل 2013، في حين نجحت يد الاغتيالات أن تطال أعضاء في هيئة علماء الصومال، من ضمنهم: الشيخ الدكتور أحمد حاج عبد الرحمن، والشيخ عبد القادر نور فارح، والشيخ عبد الناصر حاج أحمد، والشيخ آدم معلم عبد الله.

## روابط خارجية
- قتلت رفيقيه وتنتظر فرصة اغتياله.. رئيس علماء الصومال في مواجهة جماعة الشباب - أخبار الآن
- الشريعة والحياة في رمضان - ما دور علماء الدين الإسلامي في الصومال؟ - الجزيرة